# Fléville
Pour les articles homonymes, voir Fléville (homonymie).
Fléville est une commune française située dans le département des Ardennes, en région Grand Est.

## Géographie
| Saint-Juvin | Sommerance     |          |
| Cornay      | Fléville       | Exermont |
|             | Chatel-Chéhéry |          |

Fléville est située dans la vallée de l'Aire, au pied des collines de l'Argonne.

### Hydrographie
La commune est dans la région hydrographique « la Seine du confluent de l'Oise (inclus) à l'embouchure » au sein du bassin Seine-Normandie. Elle est drainée par l'Aire, le ruisseau d'Exermont, un bras de l'Aire, le Fossé du Champ Mâtis, le Fossé de la Fosse aux Chats, le Fossé 02 de la commune de Fléville, le Fossé de Reimfluvau, l'Aire, le Fossé de Coiche, le ruisseau de Boulasson, le ruisseau des Aviaux et divers autres petits cours d'eau,.
L'Aire, d'une longueur de 125 km, prend sa source dans la commune de Saint-Aubin-sur-Aire, à 324 m d'altitude, et se jette  dans l'Aisne, en rive droite à Senuc, à 104 m d'altitude, après avoir traversé 36 communes. Elle longe la commune sur son flanc ouest sur une longueur d'environ 3,6 km.

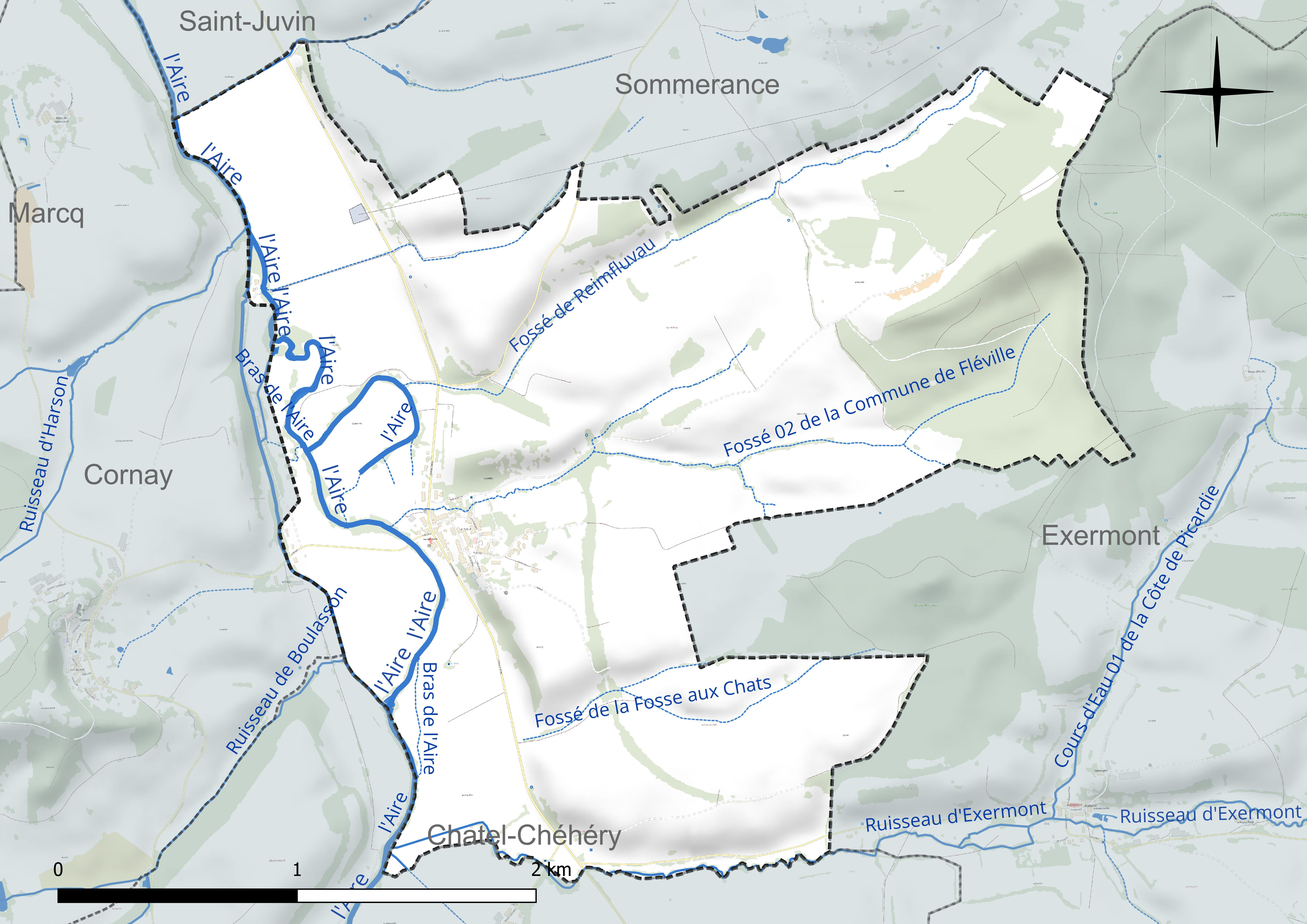
Réseau hydrographique de Fléville.

### Climat
Pour des articles plus généraux, voir Climat du Grand Est et Climat des Ardennes.
En 2010, le climat de la commune est de type climat de montagne, selon une étude du Centre national de la recherche scientifique s'appuyant sur une série de données couvrant la période 1971-2000. En 2020, Météo-France publie une typologie des climats de la France métropolitaine dans laquelle la commune est exposée à un climat océanique altéré et est dans la région climatique Lorraine, plateau de Langres, Morvan, caractérisée par un hiver rude (1,5 °C), des vents modérés et des brouillards fréquents en automne et hiver.
Pour la période 1971-2000, la température annuelle moyenne est de 10 °C, avec une amplitude thermique annuelle de 15,6 °C. Le cumul annuel moyen de précipitations est de 890 mm, avec 13,6 jours de précipitations en janvier et 9,2 jours en juillet. Pour la période 1991-2020, la température moyenne annuelle observée sur la station météorologique de Météo-France la plus proche, « Montcheutin_sapc », sur la commune de Montcheutin à 11 km à vol d'oiseau, est de 11,0 °C et le cumul annuel moyen de précipitations est de 721,9 mm. 
La température maximale relevée sur cette station est de 41,2 °C, atteinte le 25 juillet 2019 ; la température minimale est de −15,5 °C, atteinte le 20 décembre 2009,,.
Les paramètres climatiques de la commune ont été estimés pour le milieu du siècle (2041-2070) selon différents scénarios d'émission de gaz à effet de serre à partir des nouvelles projections climatiques de référence DRIAS-2020. Ils sont consultables sur un site dédié publié par Météo-France en novembre 2022.

## Urbanisme

### Typologie
Au 1er janvier 2024, Fléville est catégorisée commune rurale à habitat dispersé, selon la nouvelle grille communale de densité à 7 niveaux définie par l'Insee en 2022.
Elle est située hors unité urbaine et hors attraction des villes,.

### Occupation des sols
L'occupation des sols de la commune, telle qu'elle ressort de la base de données européenne d’occupation biophysique des sols Corine Land Cover (CLC), est marquée par l'importance des territoires agricoles (81,3 % en 2018), en diminution par rapport à 1990 (84,5 %). La répartition détaillée en 2018 est la suivante : 
terres arables (46,3 %), prairies (35 %), forêts (15,5 %), zones urbanisées (3,2 %). L'évolution de l’occupation des sols de la commune et de ses infrastructures peut être observée sur les différentes représentations cartographiques du territoire : la carte de Cassini (XVIIIe siècle), la carte d'état-major (1820-1866) et les cartes ou photos aériennes de l'IGN pour la période actuelle (1950 à aujourd'hui).

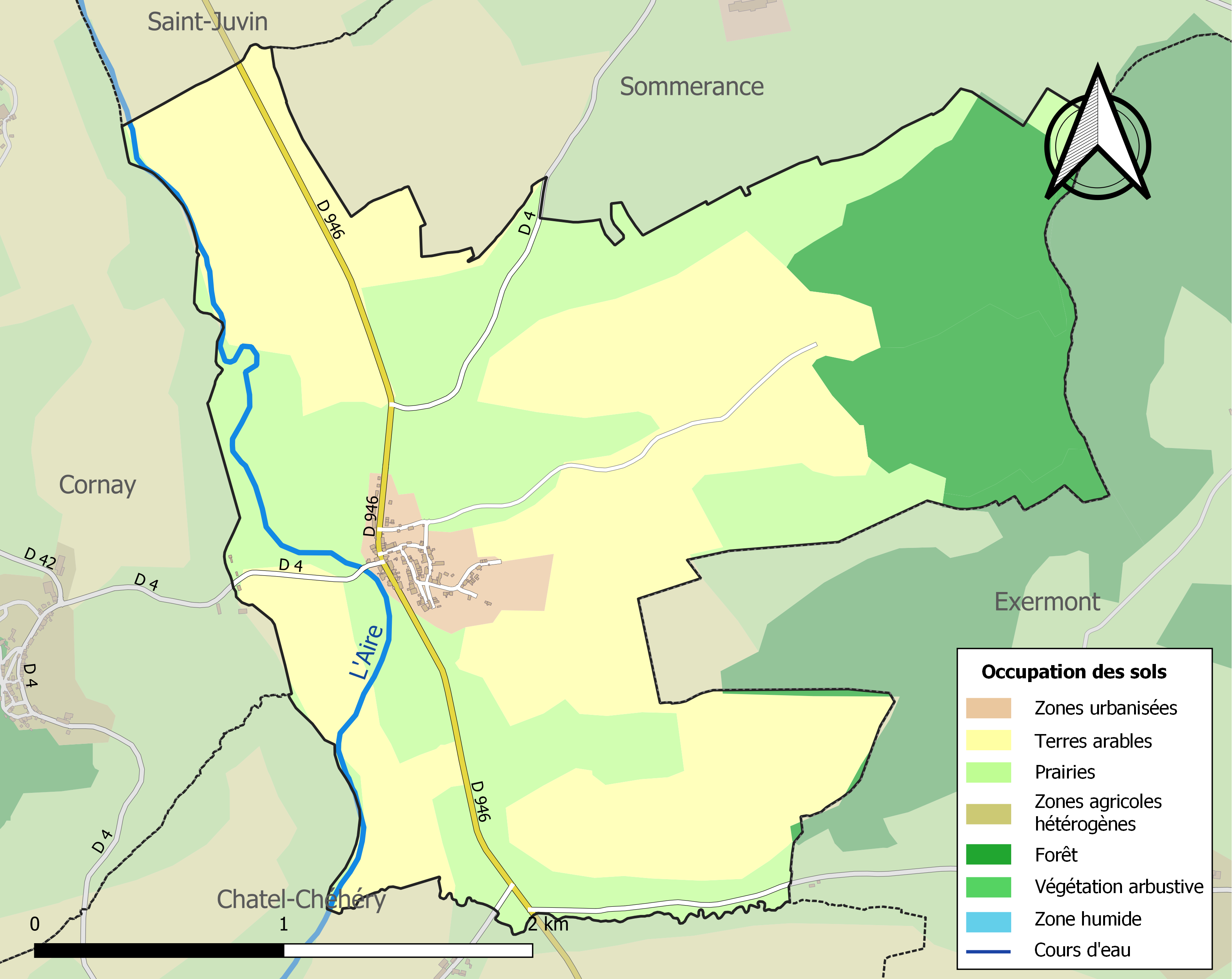
Carte des infrastructures et de l'occupation des sols de la commune en 2018 (CLC).

## Politique et administration
| Période                                  | Période   | Identité       | Étiquette | Qualité  |
| ---------------------------------------- | --------- | -------------- | --------- | -------- |
| avant 1981                               | ?         | Serge Guyard   | DVG       |          |
| mars 2001                                | mars 2014 | Damien Georges |           |          |
| mars 2014                                | mars 2020 | Bruno Raussin  |           | Retraité |
| mars 2020                                | En cours  | Alain Lobidel  |           | Retraité |
| Les données manquantes sont à compléter. |           |                |           |          |

## Démographie
L'évolution du nombre d'habitants est connue à travers les recensements de la population effectués dans la commune depuis 1793. Pour les communes de moins de 10 000 habitants, une enquête de recensement portant sur toute la population est réalisée tous les cinq ans, les populations de référence des années intermédiaires étant quant à elles estimées par interpolation ou extrapolation. Pour la commune, le premier recensement exhaustif entrant dans le cadre du nouveau dispositif a été réalisé en 2008.

En 2022, la commune comptait 93 habitants, en évolution de −5,1 % par rapport à 2016 (Ardennes : −2,97 %, France hors Mayotte : +2,11 %).
| 1793 | 1800 | 1806 | 1821 | 1831 | 1836 | 1841 | 1846 | 1851 |
| ---- | ---- | ---- | ---- | ---- | ---- | ---- | ---- | ---- |
| 269  | 293  | 307  | 334  | 408  | 423  | 470  | 450  | 487  |

| 1866 | 1872 | 1876 | 1881 | 1886 | 1891 | 1896 | 1901 | 1906 |
| ---- | ---- | ---- | ---- | ---- | ---- | ---- | ---- | ---- |
| 480  | 473  | 439  | 400  | 362  | 409  | 396  | 358  | 329  |

| 1911 | 1921 | 1926 | 1931 | 1936 | 1946 | 1954 | 1962 | 1968 |
| ---- | ---- | ---- | ---- | ---- | ---- | ---- | ---- | ---- |
| 300  | 247  | 214  | 213  | 242  | 180  | 176  | 146  | 148  |

| 1975 | 1982 | 1990 | 1999 | 2006 | 2008 | 2013 | 2018 | 2022 |
| ---- | ---- | ---- | ---- | ---- | ---- | ---- | ---- | ---- |
| 118  | 113  | 108  | 102  | 97   | 95   | 102  | 96   | 93   |

## Culture locale et patrimoine

### Lieux et monuments

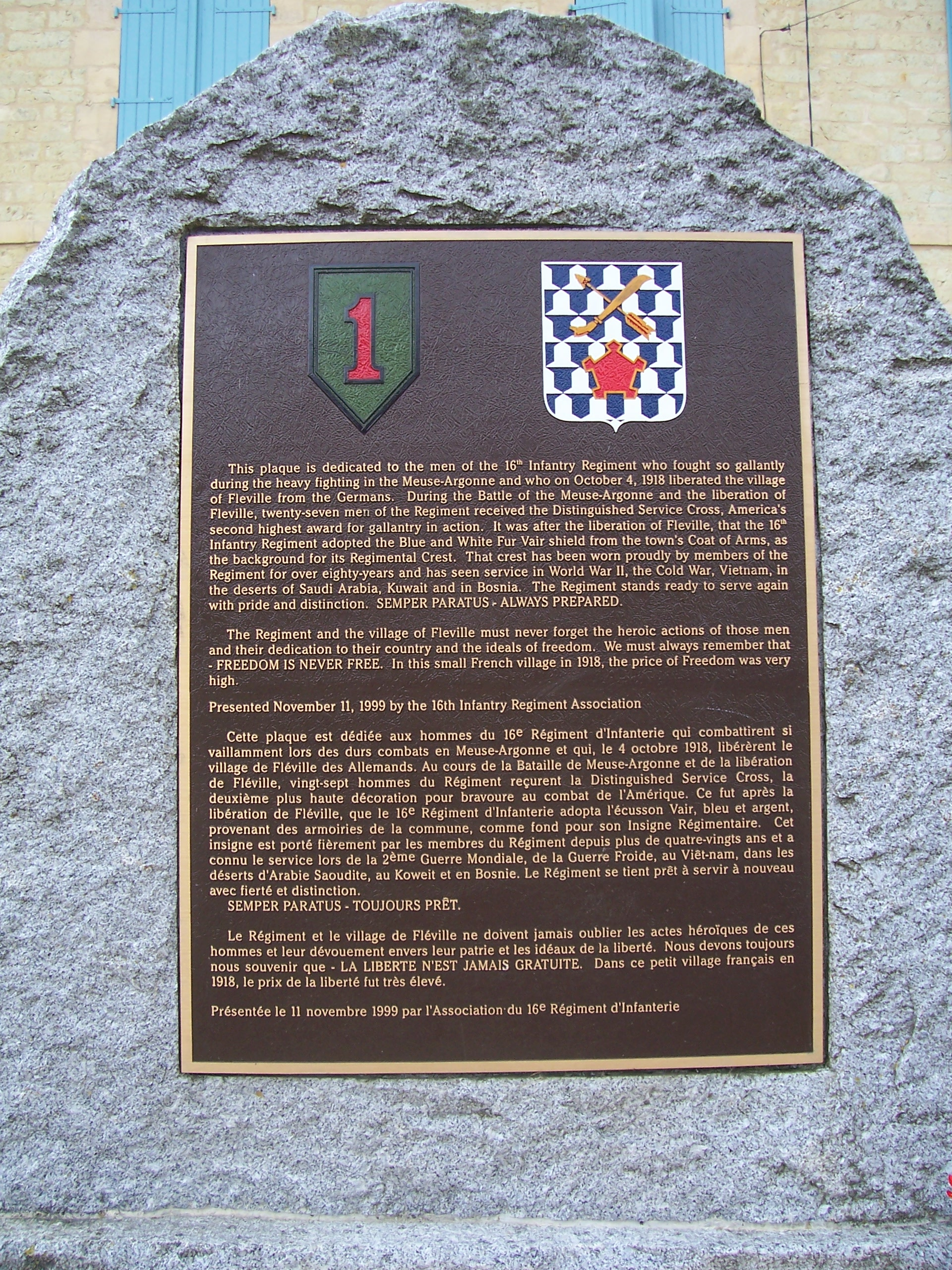
Plaque commémorative.

- Église Saint-Médard de Fléville.

### Jumelages
La commune est jumelée avec Armsheim, en Mayence-Bingen dans la région de Hesse-rhénane.

### Héraldique
| Blason de Fléville | Blason  | Vairé d'azur et d'argent à l'écusson d'or chargé d'une bermudienne des montagnes [Sisyrinchium montanum] de pourpre, tigée et feuillée de sinople, boutonnée d'or. |
| Blason de Fléville | Détails | Adopté en 2003, adapté et redessiné par Robert A. Louis et Dominique Lacorde                                                                                       |